# Sonia Gardner

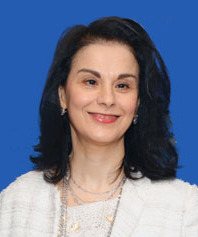
Sonia Gardner (2013)

Sonia Gardner (* 16. Februar 1962 in Marrakesch) ist eine marokkanisch-US-amerikanische Geschäftsfrau, Hedgefonds-Managerin und Mitbegründerin der Avenue Capital Group.

## Herkunft und Ausbildung
Sonia Gardner wurde 1962 als Sonia Esther Lasry in einer jüdischen Familie im marokkanischen Marrakesch geboren. Als sie vier Jahre alt war, wanderte ihre Familie 1966 in die USA aus. Ihr Vater war Softwareentwickler und ihre Mutter Lehrerin. Sie wuchs in West Hartford (Connecticut) gemeinsam mit ihrem Bruder Marc und ihrer Schwester Ruth Lasry auf. Gardner erwarb 1983 einen B.A. mit Auszeichnung in Philosophie an der Clark University in Worcester (Massachusetts) und 1986 einen J.D. an der Benjamin N. Cardozo School of Law der Yeshiva University in New York City.

## Karriere
Gardner begann ihre Laufbahn als Leitung der Abteilung für Konkurse und Unternehmenssanierung bei der Investmentbank Cowen and Company. 1989 gründete Gardner mit ihrem Bruder Marc die Kreditvermittlungsfirma Amroc Investments, 1990 eine Schuldenverwaltungsfirma mit Gardner als leitender Vermögensverwalterin und 1995 die Investmentfirma Avenue Capital Group, die heute Vermögen in Höhe von zehn Milliarden US-$ verwaltet und auf Private Equity und Distressed Debt spezialisiert ist.
Im Januar 2011 läutete Gardner die Schlussglocke der New York Stock Exchange anlässlich des zehnten Jahrestages von „100 Women in Hedge Funds“, ebenso am 25. August 2015, wieder im Namen von „100 Women in Hedge Funds“".
Gardner ist Mitglied im Verwaltungsrat von „100 Women in Hedge Funds“. Sie ist auch Mitglied des Treuhänderausschusses des „Mount Sinai Medical Centers“. Darüber hinaus war sie auch im Vorstand und dem Exekutivausschuss der „Managed Funds Association“ (MFA) tätig.

## Sonstige Aufgaben
Seit November 2020 ist sie UN-Goodwill-Botschafterin des United Nations Capital Development Funds (UNCDF) mit Zuständigkeit für „Gender Equality in Access to Finance“. Sie möchte sich vor allem dafür einsetzen, dass Frauen Zugang zu wirtschaftlichen Ressourcen erhalten, um unternehmerisch tätig zu werden, so dass sie ihre Familien aus der Armut befreien können, und dafür, die Ziele für nachhaltige Entwicklung zu erreichen.
Gardner war auch eine Zeit lang im Vorstand der Non-Profit-Organisation Her Justice, die sich um die Opfer von häuslicher Gewalt kümmert.
Dazu kommen Tätigkeiten als Beraterin des internationalen Thinktanks Energy Transitions Commission und der Global Commission to End Energy Poverty, einer Initiative des Massachusetts Institute of Technology (MIT) und der Rockefeller Foundation.

## Ehrungen und Auszeichnungen
- 2008 Industry Leadership Award des 100 Women in Hedge Funds[3]
- 2010 und 2011 Aufnahme in die List of the Top 50 Women in Hedge Funds im The Hedge Fund Journal[20]
- 2012 Listung unter The Alpha Masters in Unlocking the Genius of the World’s Top Hedge Funds[8][9]
- 2013 Listung unter die 25 most powerful women on Wall Street im Business Insider[21]
- 2015 Wahl zur Vorsitzenden des neugeschaffenen Global Association Board Leadership durch 100 Women in Hedge Funds[22]
- 2017 Women's Entrepreneurship Day Pioneer Award der Vereinten Nationen in New York City.[23]

## Privates
Sonia Gardner ist geschieden und hat zwei Kinder. Ihr Privatvermögen 2022 wurde auf 350 Millionen US-$ geschätzt.